# Gornji Drenovac
Gornji Drenovac (cyr. Горњи Дреновац) – wieś w Serbii, w okręgu toplickim, w gminie Žitorađa. W 2011 roku liczyła 329 mieszkańców.